# Onuphis ehlersi
Onuphis ehlersi är en ringmaskart som först beskrevs av McIntosh 1885.  Onuphis ehlersi ingår i släktet Onuphis och familjen Onuphidae. Inga underarter finns listade i Catalogue of Life.